# Аруначал Прадеш
Аруначал Прадеш (хинд. अरुणाचल प्रदेश) је савезна држава Индије са површином од 83.743 km² и 1.382.611 становника, према подацима из 2011.
Аруначал Прадеш је један од два спорна региона између Индије и Кине. Кина не признаје државу Арунчал Прадеш, а ни Макмахонову линију. Кина сматра већину територија Аруначал Прадеша делом Кине, односно Тибета. Кина често тај део назива јужни Тибет. Индија и Кина су успоставили линију стварне контроле.

## Историја
Подручје су најпре настанила племена са Тибета, а касније тајландско-бурманска племена. Мало се зна о историји Аруначал Прадеша. Северозападни део подручја је био под Монпа краљевством између 500. п. н. е. и 600. г. н. е. Затим је подручје било под лабавом контролом Тибета и Бутана, посебно северна подручја. Преостали делови државе, а посебно они близу Мјанмара долазе под контролу Ахома и Асама, све док Британци нису анектирали Индију 1858. Током 1913-1914. британски администратор Хенри Макмахон повукао је 1000 km дугу Макмахонову линију као границу између Британске Индије и Тибета. То је било током Симла конференције, када су Британци тражили да имају што шире бафер зоне око својих територија. Тибетанци и Британци су се сложили са Макмахоновом линијом, али Кинези су одбили да признају ту линију. Од тада је кинески став да је Кина суверена над Тибетом и да та линија не важи без кинеског пристанка. Британци тек 1937. по први пут штампају мапу, која показује те територије као део Британске Индије. Када је Индија постала независна, влада Тибета је 1947. променила свој став и полаже право на територије јужно од Макмахонове линије. Ситуација се још више погоршала, када је настала Народна Република Кина. Пошто је претило да Кина заузме Тибет Индија је једнострано прогласила Макмахонову линију као граничну линију 1950. и истерали су тибетанску администрацију из Таванг подручја 1951. То питање је мировало око 10 година током срдачних односа Индије и Кине. И тај гранични проблем ескалира 1962. у Кинеско-индијски рат. Током рата Кина је заузела већину подручја, прогласила победу, а онда се добровољно повукла на Макмахонову линију и предала Индији ратне заробљенике 1963.

## Географија и клима
Граничи са Асамом на југу и са Нагаландом на југоистоку. Мјанмар се налази на истоку, Бутан на западу, а Макмахонова линија раздваја ту Индију од Кине. Итангар је главни град. Већина Аруначал Прадеша налази се на Хималајима. Делови су под Паткајима. Највиши врхови тога дела Хималаја су Кангто (7090 m), Нјеги Кангсанг (7050 m), и Горичен (6488 m). Клима је различита зависно од висине. Подручја на великим висинама Горњи Хималаји близу Тибета имају алпску климу. На средњим Хималајима је умерена клима и расту јабуке и наранџе. Субхималаји имају влажну суптропску климу са врућим летима и благим зимама. Количина падавина је између 2.000 и 4.000 mm годишње.

## Економија
Пољопривреда је главни извор прихода. Шумарство је следећи значајан сектор економије. Развија се у задње време и туризам, али странцима је потребна специјална дозвола да би ушли у Аруначал Прадеш.

## Демографија
Око 65% становништва спада у 20 великих колективних племена и 82 мања племена. Већина је тибетанског или тајландско-бурманског порекла. Око 35% становништва чине имигранти. Писменост је 54,74%. Око 36% становништва следбеници су анимистичких религија, 35% су хиндуси, 13% су будисти, а 13% хришћани. Тибетански будизам је доминантан у дистриктима Таванг и Западни Каменг.